# Parodius
Parodius (パロディウス ～タコは地球を救う～?, Parodiusu: Tako wa Chikyū o Sukū, Parodius: The Octopus Saves the Earth) è un videogioco del genere sparatutto a scorrimento prodotto da Konami nel 1988 per i computer MSX. Primo titolo dell'omonima serie, è una parodia di Gradius, sparatutto prodotto da Konami.
Il gioco non è mai stato distribuito ufficialmente al di fuori dei confini giapponesi. Inoltre, a differenza dei suoi successori, non è mai stato convertito per altri sistemi (eccetto l'emulazione su Virtual Console), e alcune delle idee che lo caratterizzavano non sono più state riprese da alcuno dei suoi seguiti.

## Modalità di gioco
Il gioco si articola su sei livelli a scorrimento orizzontale di azione analoga a un qualsiasi capitolo di Gradius. Una particolare importanza è data al sistema di power-up tramite campane (mutuato da TwinBee), tanto che verso la fine del gioco sarà necessario assumere un particolare power-up per poter proseguire indenni il livello. Le "option", ovvero i pod che seguono l'astronave provvedendo con volume di fuoco aggiuntivo, sono rappresentate come versioni "ombra" dei cinque protagonisti.
Vi è anche una differenza nel sistema di potenziamento progressivo: nella barra in fondo allo schermo è stato aggiunto un altro grado chiamato "OH!". In realtà, questo è più un malus che altro, infatti se si rilascia il potere dei power-up quando questa sezione della barra è illuminata, il giocatore perderà tutti i potenziamenti accumulati fino a quel punto, ritornando all'inerme astronave di partenza.
Alla fine del secondo livello bisogna combattere contro una enorme mano robotica tramite una sfida a morra cinese. Se si vince, sarà possibile procedere al livello successivo; se si perde, si dovrà cominciare il livello da capo; in caso di pareggio la sfida si trasformerà in un normale combattimento contro il boss di fine livello. Questa particolarità non sarà più ripresa da alcun gioco della serie.

## Personaggi
Se nella serie regolare di Gradius il giocatore può impersonare solamente l'astronave Vic Viper, in Parodius la scelta è fra cinque personaggi, alcuni tratti da giochi Konami preesistenti e altri invece creati apposta per il gioco. A differenza dei suoi seguiti, tuttavia, in Parodius ogni personaggio ha le stesse identiche armi della Vic Viper, riducendo la scelta a una mera preferenza stilistica.
I personaggi sono:
Vic ViperLa protagonista indiscussa di tutta la serie di Gradius. Il suo arsenale rimane invariato, ma non il suo aspetto, che assume invece delle proporzioni "super deformed".
PentaroUn pinguino apparso per la prima volta nel gioco Konami "Antarctic Adventure" per MSX nel 1984 e diventato per breve tempo la mascotte della software house.
TakoUn polpo creato appositamente per la serie e presente, in diverse forme, in tutti i seguiti di Parodius. Tako in giapponese significa appunto "polpo".
GoemonUn personaggio basato sul leggendario bandito del folklore giapponese Ishikawa Goemon e protagonista di una sua personale serie di giochi Konami iniziata con l'arcade Mr. Goemon (1986)
PopolonUn cavaliere greco protagonista di soli due giochi per MSX: Knightmare (1986) e Maze of Galious. Dopo Parodius (e una minuscola comparsata in un gioco di Mah Jong con vari personaggi Konami per protagonisti), Popolon sparirà per sempre dalla formazione di giochi Konami.

## Remake
Di questo gioco è stato prodotto un remake aggiornato (ma con le stesse grafiche del gioco originale) per telefono cellulare nel 2006, e per PlayStation Portable, pubblicato all'interno della raccolta Parodius Portable uscita nel 2007 solo in Giappone.